# Szenegál a 2004. évi nyári olimpiai játékokon
Szenegál a görögországi Athénban megrendezett 2004. évi nyári olimpiai játékok egyik részt vevő nemzete volt. Az országot az olimpián 6 sportágban 16 sportoló képviselte, akik érmet nem szereztek.

## Asztalitenisz
Férfi
| Versenyző     | Versenyszám | 64-es főtábla                               | 48-as főtábla     | 32-es főtábla     | Nyolcaddöntő      | Negyeddöntő       | Elődöntő          | Döntő             | Helyezés |
| Versenyző     | Versenyszám | Ellenfél Eredmény                           | Ellenfél Eredmény | Ellenfél Eredmény | Ellenfél Eredmény | Ellenfél Eredmény | Ellenfél Eredmény | Ellenfél Eredmény | Helyezés |
| ------------- | ----------- | ------------------------------------------- | ----------------- | ----------------- | ----------------- | ----------------- | ----------------- | ----------------- | -------- |
| Mohamed Guèye | Egyes       | Torben Wosik (GER) · 4-11, 5-11, 6-11, 4-11 | kiesett           | kiesett           | kiesett           | kiesett           | kiesett           | kiesett           | 49.      |

## Atlétika
Férfi
| Versenyző       | Versenyszám | Előfutam | Előfutam | Előfutam | Negyeddöntő | Negyeddöntő | Negyeddöntő | Elődöntő | Elődöntő | Elődöntő | Döntő   | Döntő    |
| Versenyző       | Versenyszám | Idő      | Hely.    | Össz.    | Idő         | Hely.       | Össz.       | Idő      | Hely.    | Össz.    | Idő     | Helyezés |
| --------------- | ----------- | -------- | -------- | -------- | ----------- | ----------- | ----------- | -------- | -------- | -------- | ------- | -------- |
| Oumar Loum      | 200 m       | 20,97    | 6.       | 37.      | kiesett     | kiesett     | kiesett     | kiesett  | kiesett  | kiesett  | kiesett | kiesett  |
| Abdoulaye Wagne | 800 m       | 1:47,95  | 5.       | 50.      |             |             |             | kiesett  | kiesett  | kiesett  | kiesett | kiesett  |

| Versenyző        | Versenyszám | Selejtező | Selejtező | Döntő    | Döntő    |
| Versenyző        | Versenyszám | Eredmény  | Helyezés  | Eredmény | Helyezés |
| ---------------- | ----------- | --------- | --------- | -------- | -------- |
| Ndiss Kaba Badji | Távolugrás  | 774 cm    | 27.       | kiesett  | kiesett  |

Női
| Versenyző                                                  | Versenyszám     | Előfutam | Előfutam | Előfutam | Elődöntő | Elődöntő | Elődöntő | Döntő   | Döntő    |
| Versenyző                                                  | Versenyszám     | Idő      | Hely.    | Össz.    | Idő      | Hely.    | Össz.    | Idő     | Helyezés |
| ---------------------------------------------------------- | --------------- | -------- | -------- | -------- | -------- | -------- | -------- | ------- | -------- |
| Fatou Bintou Fall                                          | 400 m           | 51,87    | 4.       | 21.      | 51,21    | 4.       | 12.      | kiesett | kiesett  |
| Amy Mbacké Thiam                                           | 400 m           | 52,44    | 5.       | 29.      | kiesett  | kiesett  | kiesett  | kiesett | kiesett  |
| Mame Tacko Diouf                                           | 400 m gát       | 57,25    | 6.       | 29.      | kiesett  | kiesett  | kiesett  | kiesett | kiesett  |
| Aïda Diop Mame Tacko Diouf Aminata Diouf Fatou Bintou Fall | 4 × 400 m váltó | 3:35,18  | 8.       | 16.      |          |          |          | kiesett | kiesett  |

| Versenyző   | Versenyszám | Selejtező | Selejtező | Döntő    | Döntő    |
| Versenyző   | Versenyszám | Eredmény  | Helyezés  | Eredmény | Helyezés |
| ----------- | ----------- | --------- | --------- | -------- | -------- |
| Kène N'Doye | Távolugrás  | 645 cm    | 21.       | kiesett  | kiesett  |
| Kène N'Doye | Hármasugrás | 14,79 m   | 4.        | 14,18 m  | 14.      |

## Birkózás

### Férfi
Szabadfogású
| Versenyző  | Versenyszám | Csoportkör                                                                                         | Csoportkör | Negyeddöntő       | Elődöntő          | Bronz- mérkőzés   | Döntő             | Helyezés |
| Versenyző  | Versenyszám | Ellenfél Eredmény                                                                                  | Hely.      | Ellenfél Eredmény | Ellenfél Eredmény | Ellenfél Eredmény | Ellenfél Eredmény | Helyezés |
| ---------- | ----------- | -------------------------------------------------------------------------------------------------- | ---------- | ----------------- | ----------------- | ----------------- | ----------------- | -------- |
| Matar Sène | 84 kg       | G csoport · Szazsid Szazsidov (RUS) · 0-17 · Samil Alijev (TJK) · 3-6 · Nicolae Ghiţă (ROU) · 3-11 | 4.         | kiesett           | kiesett           | kiesett           | kiesett           | 17.      |

## Cselgáncs
Női
| Versenyző         | Versenyszám | Selejtező         | Nyolcaddöntő                     | Negyeddöntő       | Elődöntő          | Vigaszág első kör             | Vigaszág negyeddöntő | Vigaszág elődöntő | Bronz- mérkőzés   | Döntő             | Helyezés    |
| Versenyző         | Versenyszám | Ellenfél Eredmény | Ellenfél Eredmény                | Ellenfél Eredmény | Ellenfél Eredmény | Ellenfél Eredmény             | Ellenfél Eredmény    | Ellenfél Eredmény | Ellenfél Eredmény | Ellenfél Eredmény | Helyezés    |
| ----------------- | ----------- | ----------------- | -------------------------------- | ----------------- | ----------------- | ----------------------------- | -------------------- | ----------------- | ----------------- | ----------------- | ----------- |
| Hortence Diédhiou | Harmatsúly  |                   | Jokoszava Juki (JPN) · 0100-0101 |                   |                   | I Szangszim (PRK) · 0000-0020 | kiesett              | kiesett           | kiesett           |                   | helyezetlen |

## Úszás
Férfi
| Versenyző   | Versenyszám  | Előfutam | Előfutam | Előfutam | Elődöntő | Elődöntő | Elődöntő | Döntő   | Döntő    |
| Versenyző   | Versenyszám  | Idő      | Hely.    | Össz.    | Idő      | Hely.    | Össz.    | Idő     | Helyezés |
| ----------- | ------------ | -------- | -------- | -------- | -------- | -------- | -------- | ------- | -------- |
| Malick Fall | 100 m mell   | 1:04,50  | 4.       | 40.      | kiesett  | kiesett  | kiesett  | kiesett | kiesett  |
| Malick Fall | 200 m mell   | 2:22,31  | 4.       | 43.      | kiesett  | kiesett  | kiesett  | kiesett | kiesett  |
| Malick Fall | 200 m vegyes | 2:12,13  | 8.       | 47.      | kiesett  | kiesett  | kiesett  | kiesett | kiesett  |

Női
| Versenyző     | Versenyszám | Előfutam | Előfutam | Előfutam | Elődöntő | Elődöntő | Elődöntő | Döntő   | Döntő    |
| Versenyző     | Versenyszám | Idő      | Hely.    | Össz.    | Idő      | Hely.    | Össz.    | Idő     | Helyezés |
| ------------- | ----------- | -------- | -------- | -------- | -------- | -------- | -------- | ------- | -------- |
| Khadidja Ciss | 200 m gyors | 2:09,04  | 6.       | 40.      | kiesett  | kiesett  | kiesett  | kiesett | kiesett  |
| Khadidja Ciss | 800 m gyors | 9:20,06  | 7.       | 29.      |          |          |          | kiesett | kiesett  |

## Vívás
Női
| Versenyző     | Versenyszám       | Selejtező                                 | 32-es főtábla                       | Nyolcaddöntő      | Negyeddöntő       | Elődöntő          | Bronz- mérkőzés   | Döntő             | Helyezés |
| Versenyző     | Versenyszám       | Ellenfél Eredmény                         | Ellenfél Eredmény                   | Ellenfél Eredmény | Ellenfél Eredmény | Ellenfél Eredmény | Ellenfél Eredmény | Ellenfél Eredmény | Helyezés |
| ------------- | ----------------- | ----------------------------------------- | ----------------------------------- | ----------------- | ----------------- | ----------------- | ----------------- | ----------------- | -------- |
| Aminata Ndong | Párbajtőr, egyéni | Katerína Szidiropúlu (GRE) · visszalépett | kiesett                             | kiesett           | kiesett           | kiesett           | kiesett           | kiesett           | 39.      |
| Nafi Toure    | Kard, egyéni      |                                           | Catalina Gheorghitoaia (ROU) · 6-15 | kiesett           | kiesett           | kiesett           | kiesett           | kiesett           | 24.      |